# Hostim
Hostim (in tedesco Hösting) è un comune della Repubblica Ceca facente parte del distretto di Znojmo, in Moravia Meridionale.